# Heliocontia phaenna
Heliocontia phaenna är en fjärilsart som beskrevs av Druce 1889. Heliocontia phaenna ingår i släktet Heliocontia och familjen nattflyn. Inga underarter finns listade i Catalogue of Life.